# Giovanni di Biclaro
Giovanni di Biclaro (in latino: Biclarum, Iohannes Biclarensis; Scallabis, 540 circa – 621 circa) fu uno storico visigoto, nato in Lusitania, nella città di Scallabis (odierna Santarém in Portogallo), che a giudicare dal nome proveniva da una famiglia cattolica. Fu anche vescovo di Gerona..

## Biografia
Venne educato a Costantinopoli, dove dedicò tra i sette ed i diciassette anni allo studio del latino e del greco.
Quando tornò a casa, venne imprigionato per molti anni a Barcellona. Isidoro di Siviglia associa questo fatto al suo rifiuto di unirsi alla chiesa ariana del regno visigoto di Hispania. Gli storici moderni osservano che altre fonti spagnole contemporanee, tra cui lo stesso Cronaca di Giovanni, non parlano di una campagna visigota volta alla persecuzione dei cattolici prima che la conversione di Ermenegildo dividesse i Visigoti. Le persecuzioni dei dissidenti e degli ebrei potrebbe essere un recente mito cattolico. Giovanni scrisse che nel 578 "Leovigildo governò in pace il suo popolo". Un motivo più probabile per la detenzione di Giovanni sarebbe la lunga permanenza a Costantinopoli, con la possibilità che questo l'avrebbe reso una possibile spia dell'Impero bizantino in Iberia meridionale. L'esilio forzato a Barcellona permetteva di mantenerlo distante da possibili tradimenti e da contatti coi bizantini. Questi fatti implicano che gli ariani ricevettero un trattamento di favore sotto il regno di Leovigildo, dato che nel concilio ariano organizzato da Leovigildo nel 580 i vescovi cattolici vennero ignorati.
Dopo la morte di Leovigildo avvenuta nel 586, Giovanni venne rilasciato e fondò un monastero benedettino a Biclaro (il punto esatto è ignoto), in cui prese il titolo di abate terminando la stesura del Chronacon nel 590, prima di essere nominato vescovo cattolico di Gerona.
Giovanni prese parte al sinodo di Saragozza del 592, a quello di Barcellona del 599 e a quello di Egara (Municipium Flavium Egara) del 614.
Il suo Chronacon, che è un proseguimento (dal 567) di quello di Vittore di Tunnuna, in Africa (Chronicon continuans Victorem Tunnunensem), arriva fino all'anno 590. Venne stampato nei primi anni del Seicento e costituisce la principale fonte sul regno di Leovigildo e sulla conversione dei Visigoti dall'arianesimo al cattolicesimo, il tutto scritto in maniera impersonale.
Tre altre cronache coprono parte del regno visigoto di Hispania: quella del vescovo Idazio, del vescovo Isidoro di Siviglia e la frammentaria ma secolare Cronaca di Saragozza.
Un vescovo di Gerona noto come Johannes Gerundensis ("Giovanni di Girona") sembra essere stato un successore di Giovanni, nonostante qualcuno lo abbia identificato con lui stesso.

## Edizioni del Chronicon
- Juan de Biclaro, Obispo de Gerona. Su vida y su obra. Introducción, Texto crítico y comentarios por Julio Campos, (Consejo Superior de Investigaciones Cientificas, Escuela de Estudios medievales, Estudios Vol. XXXII) Madrid 1960.